# Reinette Klever

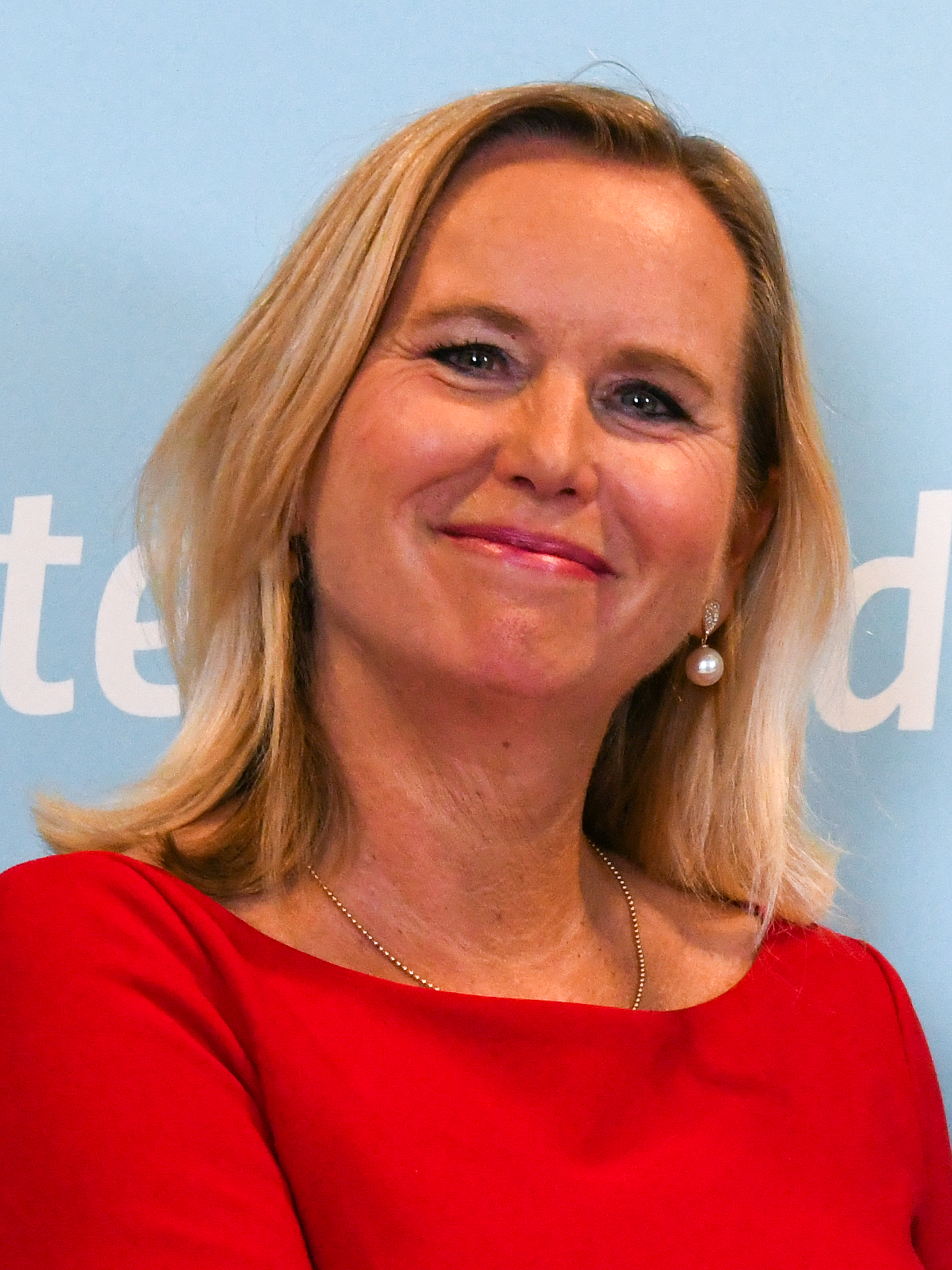
Reinette Klever (2024)

Reinette Joanne Klever (geboren am 21. Juli 1967 in Weesp) ist eine niederländische Politikerin, Vermögensverwalterin und Rundfunkmoderatorin. Von Juli 2024 bis Juni 2025 war sie Ministerin für Außenhandel und Entwicklung im Kabinett Schoof für die Partei für die Freiheit (PVV).

## Karriere
Klever studierte von 1985 bis 1991 an der Erasmus Universiteit Rotterdam Betriebswirtschaft und hatte von 1991 bis 1998 verschiedene Führungspositionen bei der Royal Nedlloyd Group in Rotterdam, Venlo und Santiago de Chile inne. Von 2004 bis 2008 war sie bei dem Familienvermögensverwalter Asap Investment Holding BV tätig, das ihrem Ehemann gehört.
Vom 7. Juni 2011 bis zum 20. September 2012 war sie Mitglied der Ersten Kammer für die Partei für die Freiheit (PVV). Anschließend war sie vom 20. September 2012 bis zum 23. März 2017 Mitglied der Abgeordnetenkammer und Sprecherin ihrer Partei für Gesundheit, Wirtschaft und Energie. Sie setzte sich für die Abschaffung der Selbstbeteiligung in der Krankenversicherung ein und schlug vor, diese durch die Streichung des gesamten Haushalts für Entwicklungszusammenarbeit zu finanzieren.
Nach ihrem Ausscheiden aus dem Parlament kehrte Klever als Mitarbeiterin in die Investmentgesellschaft ihres Mannes zurück. Sie beklagte sich darüber, dass ihre Erfahrung als PVV-Politikerin ihre Jobsuche erschwerte.
Sie Mitbegründerin des Rundfunkvereins Ongehoord Nederland [nl] (ON!), dessen Vorstand sie seit Januar 2022 angehört. Klever ist regelmäßige Kommentatorin der Fernsehsendung Ongehoord Nieuws [nl] und hat wiederholt das niederländische öffentlich-rechtliche Rundfunksystem kritisiert.
Nachdem die PVV, VVD, NSC und BBB das Kabinett Schoof gebildet hatten, wurde Klever am 2. Juli 2024 als Ministerin für Außenhandel und Entwicklung vereidigt. In dieser Funktion ist sie Ministerin im Außenministerium. Während ihrer Anhörung zur Ministerin wurde Klever gefragt, ob sie einen Social-Media-Beitrag über Umvolkung geteilt habe, der sich auf die rechtsextreme Verschwörungstheorie des Großer Austauschs bezog. Sie lehnte es ab, sich von dem Begriff zu distanzieren, da sie ihn nicht verwendet habe, und bezeichnete ihn als „sachliche Beschreibung eines demografischen Trends“. Am 3. Juni 2025 schied die Partij voor de Vrijheid aus der Regierung und sie somit aus ihrem Ministeramt aus.